# Westrich (Möhnesee)
Westrich ist ein Ortsteil der Gemeinde Möhnesee im Kreis Soest in Nordrhein-Westfalen. Bis 1969 bildete Westrich eine eigenständige Gemeinde.

## Geographie
Das kleine Dorf Westrich liegt etwa 700 Meter nördlich des Möhnesees.

## Geschichte
Seit dem 19. Jahrhundert bildete Westrich eine Landgemeinde im Amt Körbecke des Kreises Soest. Am 1. Juli 1969 wurde Westrich durch das Soest/Beckum-Gesetz Teil der neuen Gemeinde Möhnesee.

## Einwohnerentwicklung
| Jahr | Einwohner | Quelle |
| ---- | --------- | ------ |
| 1871 | 78        | [ 2 ]  |
| 1885 | 85        | [ 3 ]  |
| 1910 | 103       | [ 4 ]  |
| 1939 | 70        | [ 5 ]  |
| 2020 | 122       | [ 6 ]  |

## Baudenkmäler
Das Bauernhaus Dietz am Kirchweg 3 steht unter Denkmalschutz.

## Ortsansichten

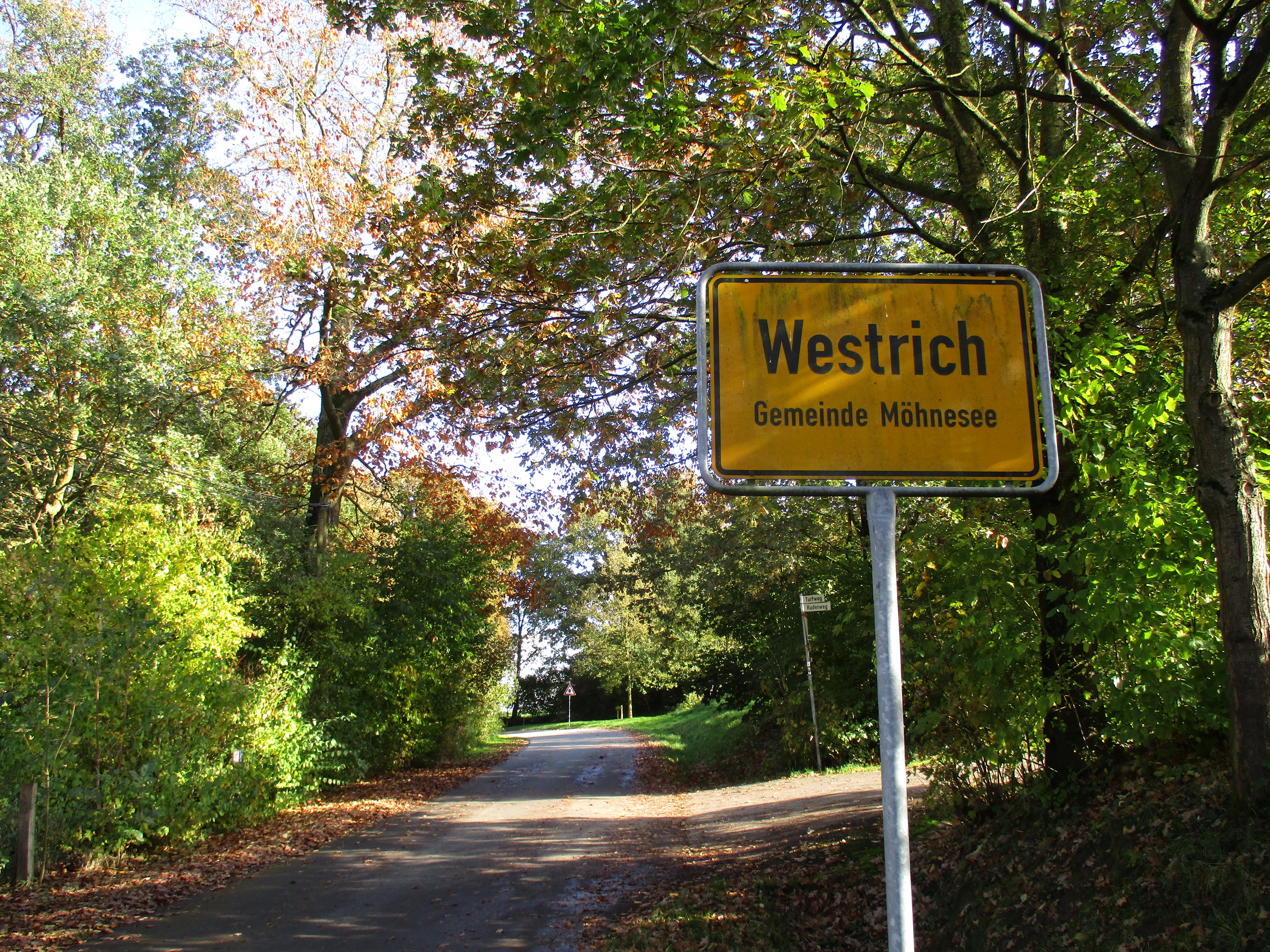
Westliche Ortseinfahrt Westrich am Kirchweg.
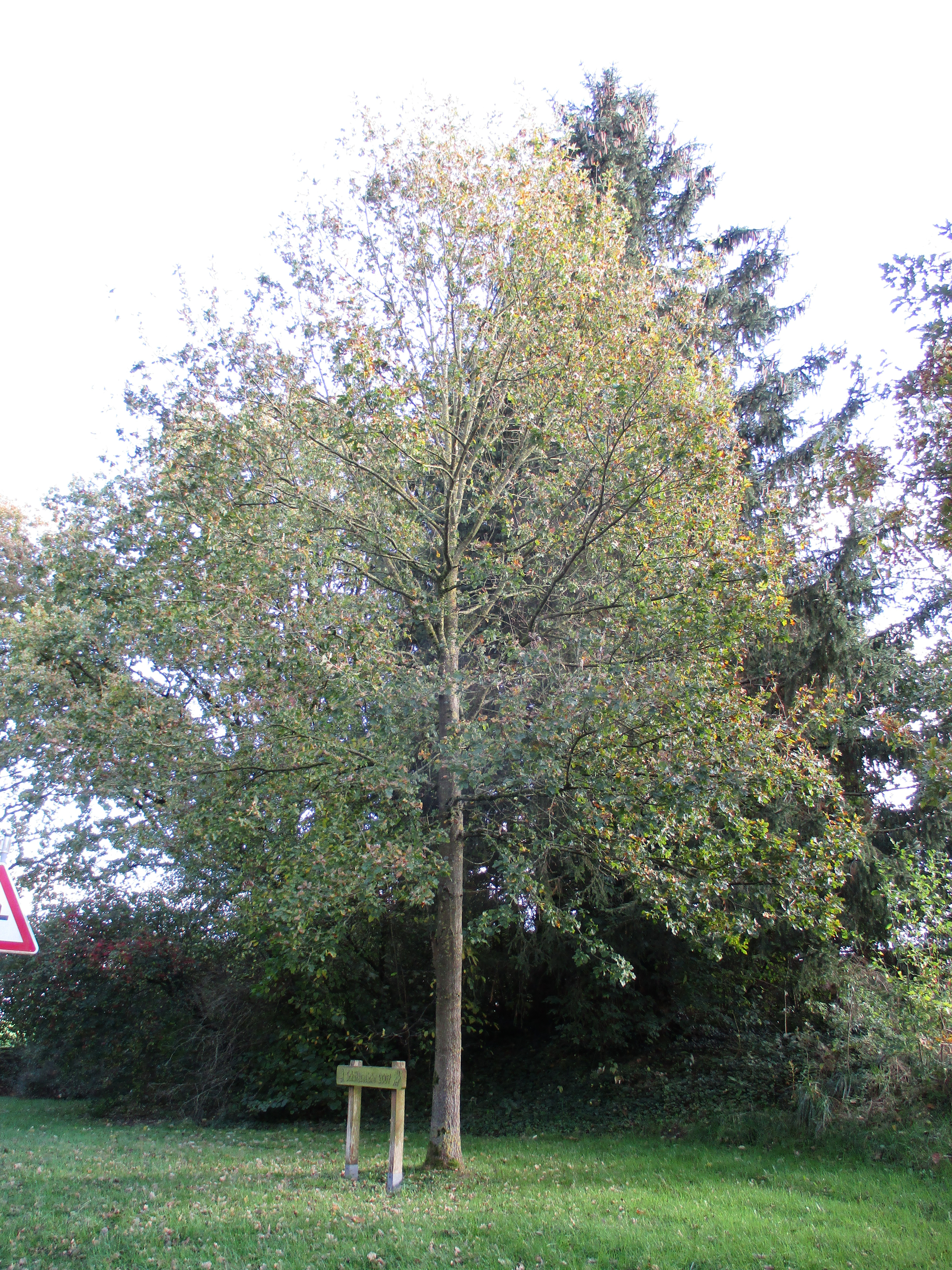
Die "Schützeneiche" wurde 2007 gepflanzt.
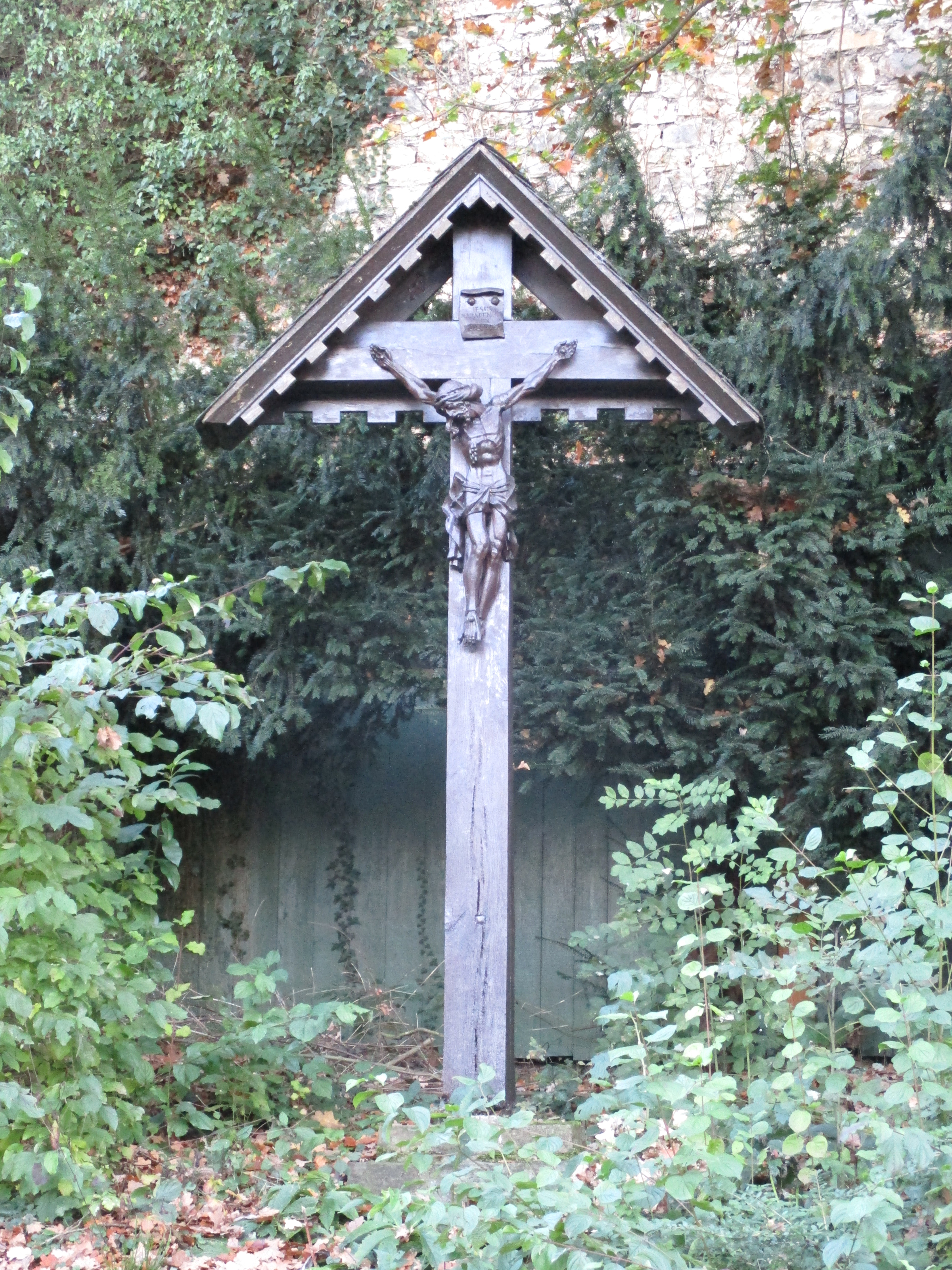
Wegkreuz am Kirchweg 6.
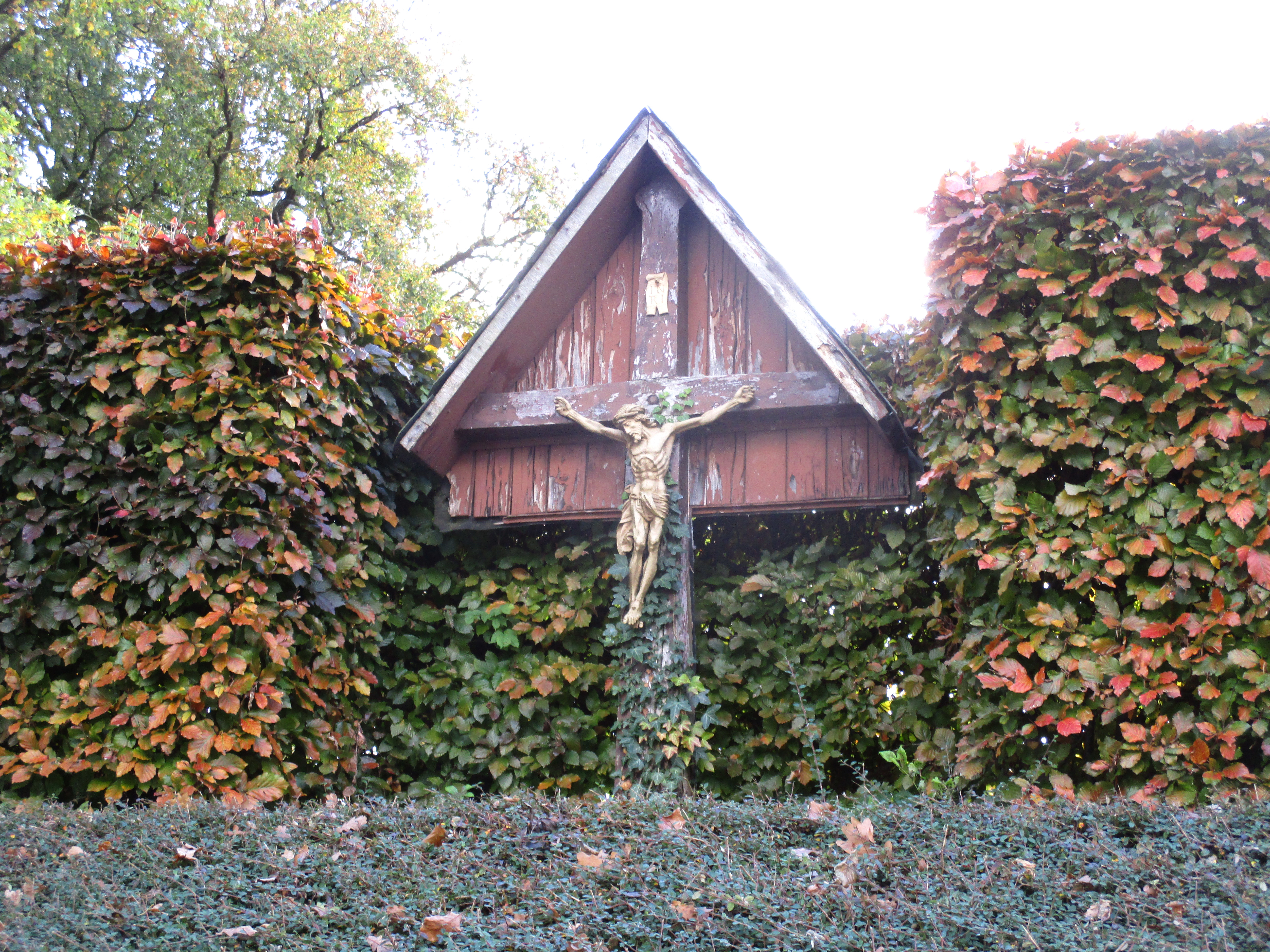
Wegkreuz am Kirchweg 8.
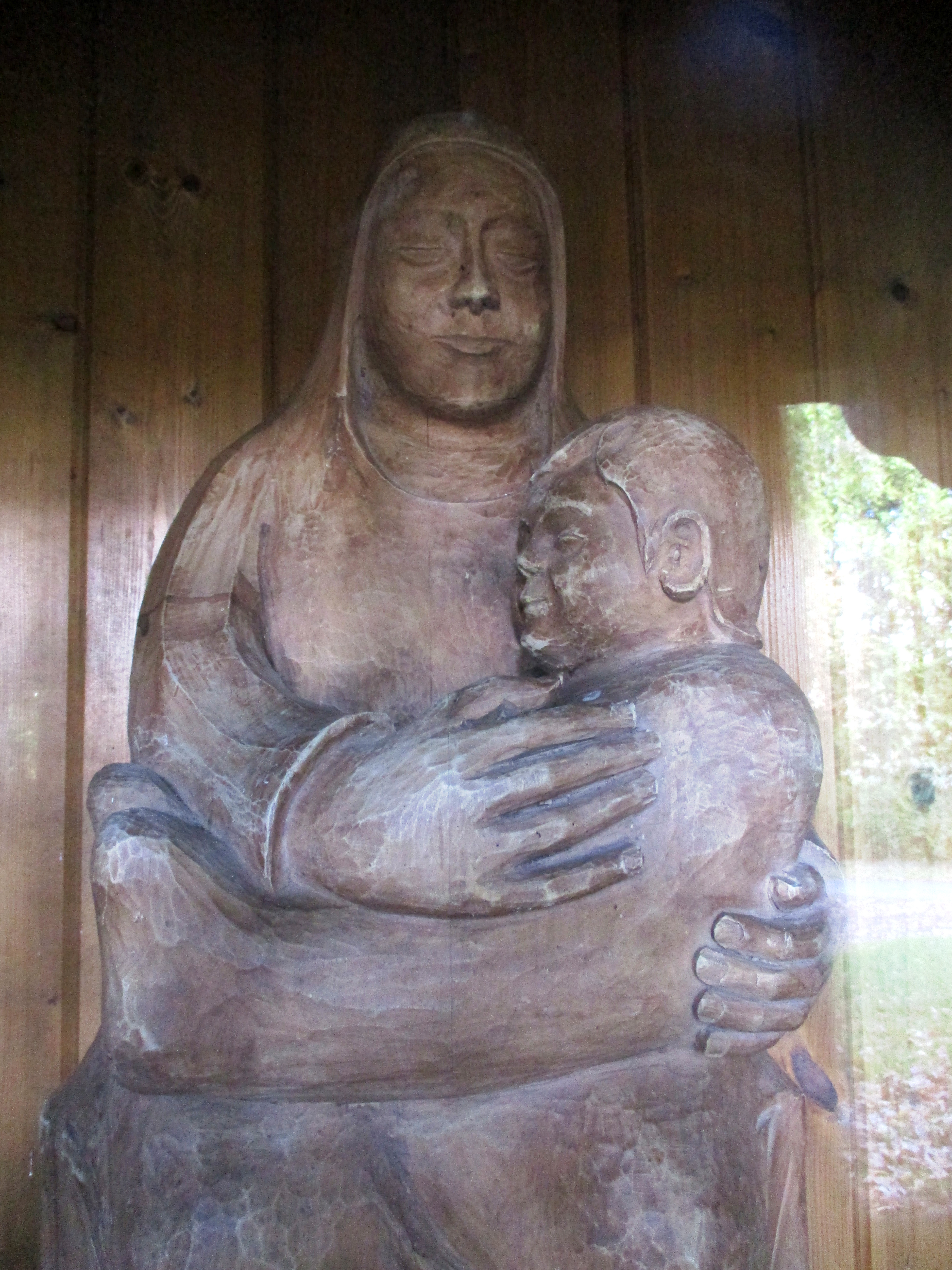
Maria mit Kind im Heiligenhaus von Jörgen Schulte und Magarete Baumhausen 1722.
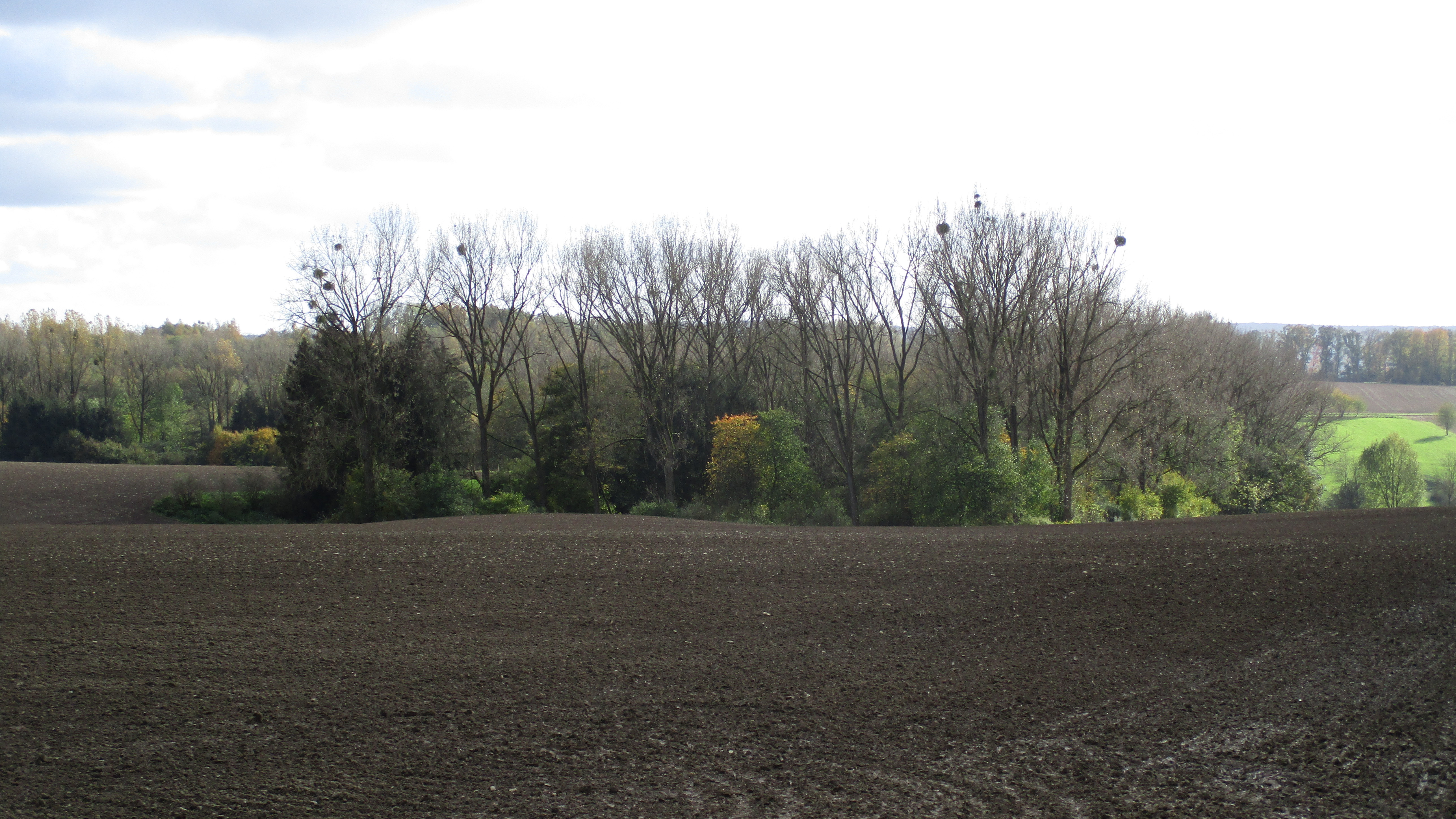
Quellbereich des Westricher Bachs bzw. Birkebach.
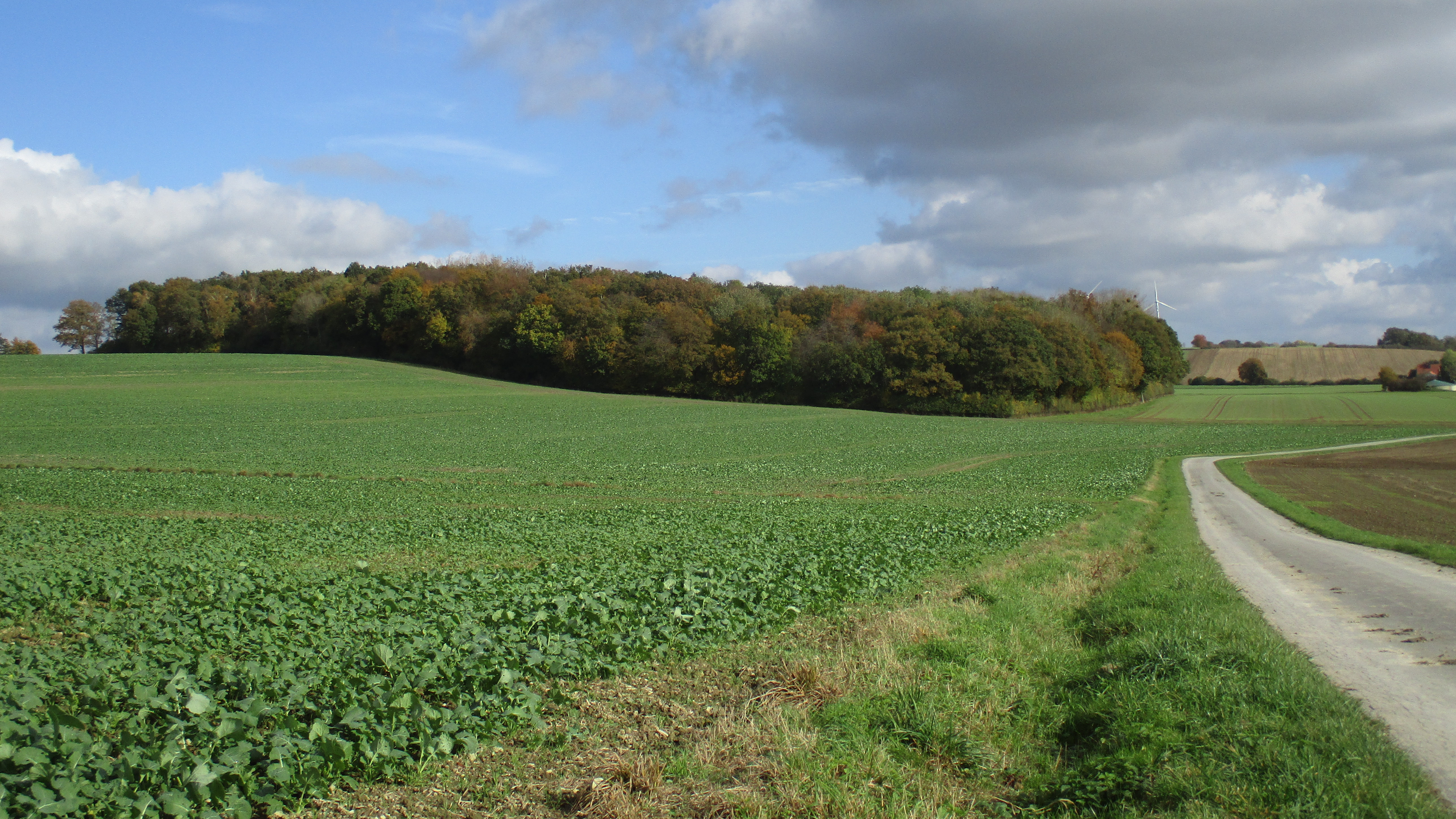
Der Ortsteil besteht größtenteils aus Feldern und Landschaft.
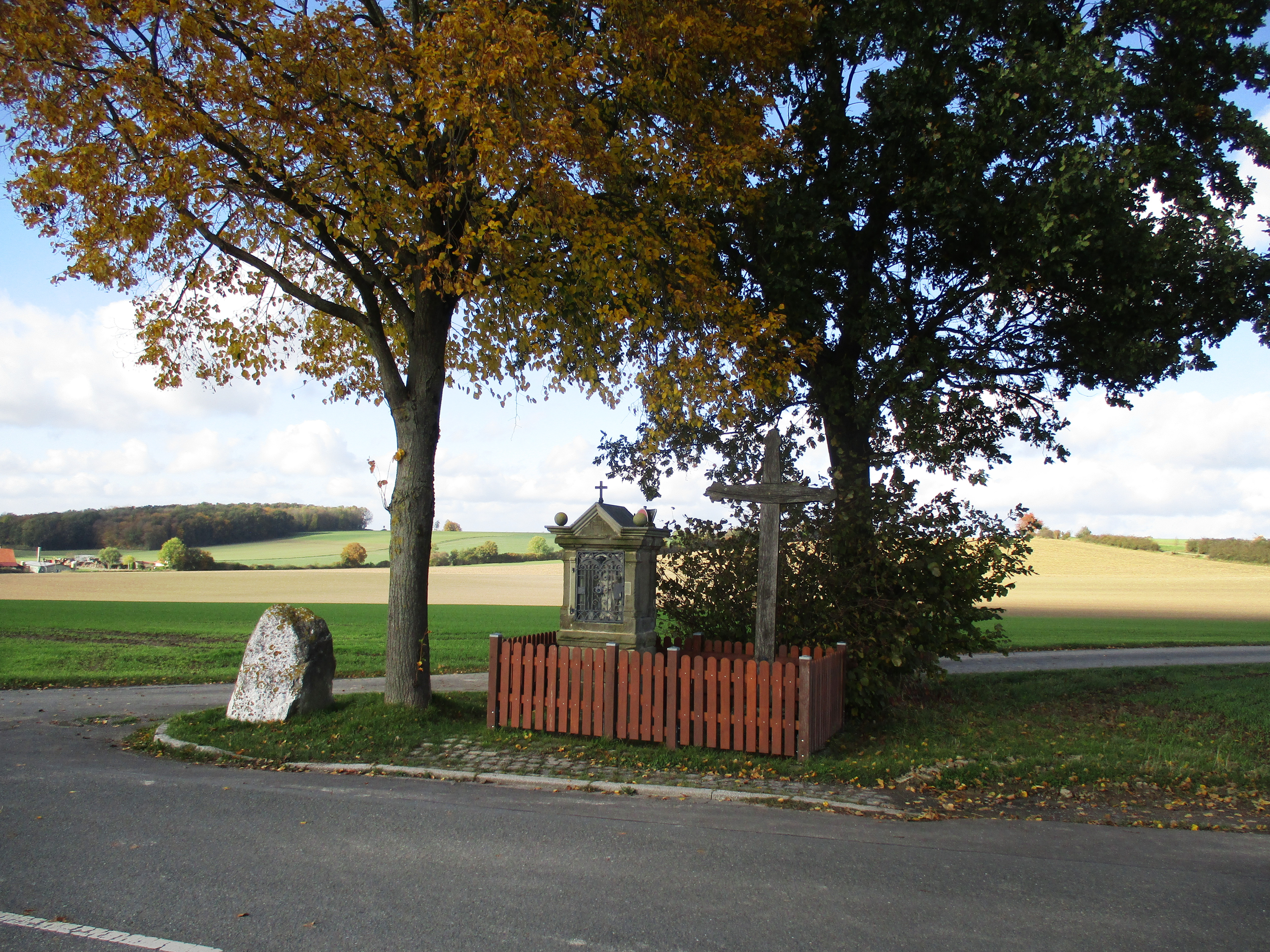
Heiligenhäuschen mit Kreuz an der Grenze zu Delecke.